# Авиоимпекс
„Авиоимпекс“ е бивша авиокомпания (1992 – 2002) със седалище в Скопие, Република Македония. Извършва редовни и чартърни полети до и от Скопие и Охрид.

## История
Създадена е под името „Интеримпекс-Авиоимпекс“ през септември 1992 г., преименува се на „Авиоимпекс“ на 2 ноември 1999 г.
Неин самолет „Яковлев Як-42“, идвайки от Женева, поради лоши метеоусловия е пренасочен от Скопие и се разбива край летище Охрид на 20 ноември 1993 г.
Прекратява операциите си, след като авиацинните власти на страната отнемат нейния лиценз поради финансови затруднения през септември 2002 г.

## Самолети
Въздушният флот на авиокомпанията включва 11 самолета:
- 1 бр. McDonnell Douglas DC-9[4]
- 5 бр. McDonnell Douglas MD-80[4]
- 3 бр. „Туполев Ту-154“[4]
- 2 бр. „Яковлев Як-42“[4]